# Geomanție
Geomanția (din greacă γεωμαντεία, adică divinația pământului) este o pseudoștiință care prezice viitorul cu ajutorul unor puncte trasate pe pământ sau prin analiza figurilor formate întâmplător în urma aruncării unui pumn de țărână pe o masă. Ea se mai ocupă cu studiul viitorului, analizând nisipul, pietrele sau scoicile de pe pământ.